# Lijst van olympische medaillewinnaars snowboarden
Snowboarden is een van de sporten die op de Olympische Winterspelen worden beoefend. Deze pagina geeft de lijst van olympische medaillewinnaars in deze sport.

## Mannen

### Big air
| Editie | Goud | Goud              | Zilver | Zilver        | Brons | Brons          |
| ------ | ---- | ----------------- | ------ | ------------- | ----- | -------------- |
| 2018   | CAN  | Sébastien Toutant | USA    | Kyle Mack     | GBR   | Billy Morgan   |
| 2022   | CHN  | Su Yiming         | NOR    | Mons Røisland | CAN   | Maxence Parrot |

| Land   | Goud | Zilver | Brons | Tot. |
| ------ | ---- | ------ | ----- | ---- |
| CAN    | 1    | 0      | 1     | 2    |
| CHN    | 1    | 0      | 0     | 1    |
| NOR    | 0    | 1      | 0     | 1    |
| USA    | 0    | 1      | 0     | 1    |
| GBR    | 0    | 0      | 1     | 1    |
| Totaal | 2    | 2      | 2     | 6    |

### Halfpipe
| Editie | Goud | Goud                | Zilver | Zilver          | Brons | Brons         |
| ------ | ---- | ------------------- | ------ | --------------- | ----- | ------------- |
| 1998   | SUI  | Gian Simmen         | NOR    | Daniel Franck   | USA   | Ross Powers   |
| 2002   | USA  | Ross Powers         | USA    | Daniel Kass     | USA   | Jarret Thomas |
| 2006   | USA  | Shaun White         | USA    | Daniel Kass     | FIN   | Markku Koski  |
| 2010   | USA  | Shaun White         | FIN    | Peetu Piiroinen | USA   | Scott Lago    |
| 2014   | SUI  | Iouri Podladtchikov | JPN    | Ayumu Hirano    | JPN   | Taku Hiraoka  |
| 2018   | USA  | Shaun White         | JPN    | Ayumu Hirano    | AUS   | Scotty James  |
| 2022   | JPN  | Ayumu Hirano        | AUS    | Scotty James    | SUI   | Jan Scherrer  |

| Land   | Goud | Zilver | Brons | Tot. |
| ------ | ---- | ------ | ----- | ---- |
| USA    | 4    | 2      | 3     | 9    |
| SUI    | 2    | 0      | 1     | 3    |
| JPN    | 1    | 2      | 1     | 4    |
| AUS    | 0    | 1      | 1     | 2    |
| FIN    | 0    | 1      | 1     | 2    |
| NOR    | 0    | 1      | 0     | 1    |
| Totaal | 7    | 7      | 7     | 21   |

Meervoudige medaillewinnaars
| Succesvolste                                           | Meervoudige                          |
| ------------------------------------------------------ | ------------------------------------ |
| 3-0-0 Shaun White 1-2-0 Ayumu Hirano 1-0-1 Ross Powers | 0-2-0 Daniel Kass 0-1-1 Scotty James |

### Parallelreuzenslalom
| Editie | Goud | Goud               | Zilver | Zilver              | Brons | Brons             |
| ------ | ---- | ------------------ | ------ | ------------------- | ----- | ----------------- |
| 2002   | SUI  | Philipp Schoch     | SWE    | Richard Richardsson | USA   | Chris Klug        |
| 2006   | SUI  | Philipp Schoch     | SUI    | Simon Schoch        | AUT   | Siegfried Grabner |
| 2010   | CAN  | Jasey-Jay Anderson | AUT    | Benjamin Karl       | FRA   | Mathieu Bozzetto  |
| 2014   | RUS  | Vic Wild           | SUI    | Nevin Galmarini     | SLO   | Žan Košir         |
| 2018   | SUI  | Nevin Galmarini    | KOR    | Lee Sang-ho         | SLO   | Žan Košir         |
| 2022   | AUT  | Benjamin Karl      | SLO    | Tim Mastnak         | ROC   | Vic Wild          |

| Land   | Goud | Zilver | Brons | Tot. |
| ------ | ---- | ------ | ----- | ---- |
| SUI    | 3    | 2      | 0     | 5    |
| AUT    | 1    | 1      | 1     | 3    |
| CAN    | 1    | 0      | 0     | 1    |
| RUS    | 1    | 0      | 0     | 1    |
| KOR    | 0    | 1      | 0     | 1    |
| SLO    | 0    | 1      | 2     | 3    |
| SWE    | 0    | 1      | 0     | 1    |
| FRA    | 0    | 0      | 1     | 1    |
| ROC    | 0    | 0      | 1     | 1    |
| USA    | 0    | 0      | 1     | 1    |
| Totaal | 6    | 6      | 6     | 18   |

Meervoudige medaillewinnaars
| Succesvolste                                                                    | Meervoudige     |
| ------------------------------------------------------------------------------- | --------------- |
| 2-0-0 Philipp Schoch 1-1-0 Benjamin Karl 1-1-0 Nevin Galmarini 1-0-1 / Vic Wild | 0-0-2 Žan Košir |

### Slopestyle
| Editie | Goud | Goud            | Zilver | Zilver         | Brons | Brons         |
| ------ | ---- | --------------- | ------ | -------------- | ----- | ------------- |
| 2014   | USA  | Sage Kotsenburg | NOR    | Ståle Sandbech | CAN   | Mark McMorris |
| 2018   | USA  | Redmond Gerard  | CAN    | Maxence Parrot | CAN   | Mark McMorris |
| 2022   | CAN  | Maxence Parrot  | CHN    | Su Yiming      | CAN   | Mark McMorris |

| Land   | Goud | Zilver | Brons | Tot. |
| ------ | ---- | ------ | ----- | ---- |
| USA    | 2    | 0      | 0     | 2    |
| CAN    | 1    | 1      | 3     | 4    |
| CHN    | 0    | 1      | 0     | 1    |
| NOR    | 0    | 1      | 0     | 1    |
| Totaal | 3    | 3      | 3     | 9    |

Meervoudige medaillewinnaars
| Succesvolste         | Meervoudige         |
| -------------------- | ------------------- |
| 1-1-0 Maxence Parrot | 0-0-3 Mark McMorris |

### Snowboardcross
| Editie | Goud | Goud                | Zilver | Zilver           | Brons | Brons                |
| ------ | ---- | ------------------- | ------ | ---------------- | ----- | -------------------- |
| 2006   | USA  | Seth Wescott        | SVK    | Radoslav Zidek   | FRA   | Paul-Henri de Le Rue |
| 2010   | USA  | Seth Wescott        | CAN    | Mike Robertson   | FRA   | Tony Ramoin          |
| 2014   | FRA  | Pierre Vaultier     | RUS    | Nikolaj Oljoenin | USA   | Alex Deibold         |
| 2018   | FRA  | Pierre Vaultier     | AUS    | Jarryd Hughes    | ESP   | Regino Hernández     |
| 2022   | AUT  | Alessandro Hämmerle | CAN    | Éliot Grondin    | ITA   | Omar Visintin        |

| Land   | Goud | Zilver | Brons | Tot. |
| ------ | ---- | ------ | ----- | ---- |
| FRA    | 2    | 0      | 2     | 4    |
| USA    | 2    | 0      | 1     | 3    |
| AUT    | 1    | 0      | 0     | 1    |
| CAN    | 0    | 2      | 0     | 1    |
| AUS    | 0    | 1      | 0     | 1    |
| RUS    | 0    | 1      | 0     | 1    |
| SVK    | 0    | 1      | 0     | 1    |
| ESP    | 0    | 0      | 1     | 1    |
| ITA    | 0    | 0      | 1     | 1    |
| Totaal | 5    | 5      | 5     | 15   |

Meervoudige medaillewinnaars
| Succesvolste                             | Meervoudige |
| ---------------------------------------- | ----------- |
| 2-0-0 Seth Wescott 2-0-0 Pierre Vaultier |             |

## Vrouwen

### Big air
| Editie | Goud | Goud        | Zilver | Zilver               | Brons | Brons                |
| ------ | ---- | ----------- | ------ | -------------------- | ----- | -------------------- |
| 2018   | AUT  | Anna Gasser | USA    | Jamie Anderson       | NZL   | Zoi Sadowski-Synnott |
| 2022   | AUT  | Anna Gasser | NZL    | Zoi Sadowski-Synnott | JPN   | Kokomo Murase        |

| Land   | Goud | Zilver | Brons | Tot. |
| ------ | ---- | ------ | ----- | ---- |
| AUT    | 2    | 0      | 0     | 2    |
| NZL    | 0    | 1      | 1     | 2    |
| USA    | 0    | 1      | 0     | 1    |
| JPN    | 0    | 0      | 1     | 1    |
| Totaal | 2    | 2      | 2     | 6    |

Meervoudige medaillewinnaars
| Succesvolste      | Meervoudige                |
| ----------------- | -------------------------- |
| 2-0-0 Anna Gasser | 0-1-1 Zoi Sadowski-Synnott |

### Halfpipe
| Editie | Goud | Goud               | Zilver | Zilver              | Brons | Brons                |
| ------ | ---- | ------------------ | ------ | ------------------- | ----- | -------------------- |
| 1998   | GER  | Nicola Thost       | NOR    | Stine Brun Kjeldaas | USA   | Shannon Dunn-Downing |
| 2002   | USA  | Kelly Clark        | FRA    | Doriane Vidal       | SUI   | Fabienne Reuteler    |
| 2006   | USA  | Hannah Teter       | USA    | Gretchen Bleiler    | NOR   | Kjersti Buaas        |
| 2010   | AUS  | Torah Bright       | USA    | Hannah Teter        | USA   | Kelly Clark          |
| 2014   | USA  | Kaitlyn Farrington | AUS    | Torah Bright        | USA   | Kelly Clark          |
| 2018   | USA  | Chloe Kim          | CHN    | Liu Jiayu           | USA   | Arielle Gold         |
| 2022   | USA  | Chloe Kim          | ESP    | Queralt Castellet   | JPN   | Sena Tomita          |

| Land   | Goud | Zilver | Brons | Tot. |
| ------ | ---- | ------ | ----- | ---- |
| USA    | 5    | 2      | 4     | 11   |
| AUS    | 1    | 1      | 0     | 2    |
| GER    | 1    | 0      | 0     | 1    |
| NOR    | 0    | 1      | 1     | 2    |
| CHN    | 0    | 1      | 0     | 1    |
| ESP    | 0    | 1      | 0     | 1    |
| FRA    | 0    | 1      | 0     | 1    |
| JPN    | 0    | 0      | 1     | 1    |
| SUI    | 0    | 0      | 1     | 1    |
| Totaal | 7    | 7      | 7     | 21   |

Meervoudige medaillewinnaars
| Succesvolste                                                            | Meervoudige |
| ----------------------------------------------------------------------- | ----------- |
| 2-0-0 Chloe Kim 1-1-0 Hannah Teter 1-1-0 Torah Bright 1-0-2 Kelly Clark |             |

### Parallelreuzenslalom
| Editie | Goud | Goud                | Zilver | Zilver                | Brons | Brons                      |
| ------ | ---- | ------------------- | ------ | --------------------- | ----- | -------------------------- |
| 2002   | FRA  | Isabelle Blanc      | FRA    | Karine Ruby           | ITA   | Lidia Trettel              |
| 2006   | SUI  | Daniela Meuli       | GER    | Amelie Kober          | USA   | Rosey Fletcher             |
| 2010   | NED  | Nicolien Sauerbreij | RUS    | Jekaterina Iljoechina | AUT   | Marion Kreiner             |
| 2014   | SUI  | Patrizia Kummer     | JPN    | Tomoka Takeuchi       | RUS   | Alena Zavarzina            |
| 2018   | CZE  | Ester Ledecká       | GER    | Selina Jörg           | GER   | Ramona Theresia Hofmeister |
| 2022   | CZE  | Ester Ledecká       | AUT    | Daniela Ulbing        | SLO   | Glorija Kotnik             |

| Land   | Goud | Zilver | Brons | Tot. |
| ------ | ---- | ------ | ----- | ---- |
| CZE    | 2    | 0      | 0     | 2    |
| SUI    | 2    | 0      | 0     | 2    |
| FRA    | 1    | 1      | 0     | 2    |
| NED    | 1    | 0      | 0     | 1    |
| GER    | 0    | 2      | 1     | 3    |
| AUT    | 0    | 1      | 1     | 2    |
| RUS    | 0    | 1      | 1     | 2    |
| JPN    | 0    | 1      | 0     | 1    |
| ITA    | 0    | 0      | 1     | 1    |
| SLO    | 0    | 0      | 1     | 1    |
| USA    | 0    | 0      | 1     | 1    |
| Totaal | 6    | 6      | 6     | 18   |

Meervoudige medaillewinnaars
| Succesvolste        | Meervoudige |
| ------------------- | ----------- |
| 2-0-0 Ester Ledecká |             |

### Slopestyle
| Editie | Goud | Goud                 | Zilver | Zilver         | Brons | Brons          |
| ------ | ---- | -------------------- | ------ | -------------- | ----- | -------------- |
| 2014   | USA  | Jamie Anderson       | FIN    | Enni Rukajärvi | GBR   | Jenny Jones    |
| 2018   | USA  | Jamie Anderson       | CAN    | Laurie Blouin  | FIN   | Enni Rukajärvi |
| 2022   | NZL  | Zoi Sadowski-Synnott | USA    | Julia Marino   | AUS   | Tess Coady     |

| Land   | Goud | Zilver | Brons | Tot. |
| ------ | ---- | ------ | ----- | ---- |
| USA    | 2    | 1      | 0     | 3    |
| NZL    | 1    | 0      | 0     | 1    |
| FIN    | 0    | 1      | 1     | 2    |
| CAN    | 0    | 1      | 0     | 1    |
| AUS    | 0    | 0      | 1     | 1    |
| GBR    | 0    | 0      | 1     | 1    |
| Totaal | 3    | 3      | 3     | 9    |

Meervoudige medaillewinnaars
| Succesvolste         | Meervoudige          |
| -------------------- | -------------------- |
| 2-0-0 Jamie Anderson | 0-1-1 Enni Rukajärvi |

### Snowboardcross
| Editie | Goud | Goud               | Zilver | Zilver                          | Brons | Brons             |
| ------ | ---- | ------------------ | ------ | ------------------------------- | ----- | ----------------- |
| 2006   | SUI  | Tanja Frieden      | USA    | Lindsey Jacobellis              | CAN   | Dominique Maltais |
| 2010   | CAN  | Maëlle Ricker      | FRA    | Déborah Anthonioz               | SUI   | Olivia Nobs       |
| 2014   | CZE  | Eva Samková        | CAN    | Dominique Maltais               | FRA   | Chloé Trespeuch   |
| 2018   | ITA  | Michela Moioli     | FRA    | Julia Pereira de Sousa-Mabileau | CZE   | Eva Samková       |
| 2022   | USA  | Lindsey Jacobellis | FRA    | Chloé Trespeuch                 | CAN   | Meryeta O'Dine    |

| Land   | Goud | Zilver | Brons | Tot. |
| ------ | ---- | ------ | ----- | ---- |
| CAN    | 1    | 1      | 2     | 4    |
| USA    | 1    | 1      | 0     | 2    |
| SUI    | 1    | 0      | 1     | 2    |
| CZE    | 1    | 0      | 1     | 2    |
| ITA    | 1    | 0      | 0     | 1    |
| FRA    | 0    | 3      | 1     | 4    |
| Totaal | 5    | 5      | 5     | 15   |

Meervoudige medaillewinnaars
| Succesvolste                               | Meervoudige                                   |
| ------------------------------------------ | --------------------------------------------- |
| 1-1-0 Lindsey Jacobellis 1-0-1 Eva Samková | 0-1-1 Dominique Maltais 0-1-1 Chloé Trespeuch |

## Gemengd

### Snowboardcross team
| Editie | Goud | Goud                                | Zilver | Zilver                       | Brons | Brons                        |
| ------ | ---- | ----------------------------------- | ------ | ---------------------------- | ----- | ---------------------------- |
| 2022   | USA  | Nick Baumgartner Lindsey Jacobellis | ITA    | Omar Visintin Michela Moioli | CAN   | Éliot Grondin Meryeta O'Dine |

| Land | Goud | Zilver | Brons | Tot. |
| ---- | ---- | ------ | ----- | ---- |
| USA  | 1    | 0      | 0     | 0    |
| ITA  | 0    | 1      | 0     | 1    |
| CAN  | 0    | 0      | 1     | 1    |

## Afgevoerde onderdelen

### Parallelslalom (mannen)
| Editie | Goud | Goud     | Zilver | Zilver    | Brons | Brons         |
| ------ | ---- | -------- | ------ | --------- | ----- | ------------- |
| 2014   | RUS  | Vic Wild | SLO    | Žan Košir | AUT   | Benjamin Karl |

### Parallelslalom (vrouwen)
| Editie | Goud | Goud            | Zilver | Zilver        | Brons | Brons        |
| ------ | ---- | --------------- | ------ | ------------- | ----- | ------------ |
| 2014   | AUT  | Julia Dujmovits | GER    | Anke Karstens | GER   | Amelie Kober |

### Reuzenslalom (mannen)
| Editie | Goud | Goud            | Zilver | Zilver         | Brons | Brons           |
| ------ | ---- | --------------- | ------ | -------------- | ----- | --------------- |
| 1998   | CAN  | Ross Rebagliati | ITA    | Thomas Prugger | SUI   | Ueli Kestenholz |

### Reuzenslalom (vrouwen)
| Editie | Goud | Goud        | Zilver | Zilver             | Brons | Brons         |
| ------ | ---- | ----------- | ------ | ------------------ | ----- | ------------- |
| 1998   | FRA  | Karine Ruby | GER    | Heidi Maria Renoth | AUT   | Brigitte Köck |

## Clean sweeps
In onderstaand overzicht staan alle onderdelen waarop een land het volledige podium in beslag nam.
| Spelen | Onderdeel    | NOC | Goud        | Zilver      | Brons         |
| ------ | ------------ | --- | ----------- | ----------- | ------------- |
| 2002   | Halfpipe (m) | USA | Ross Powers | Daniel Kass | Jarret Thomas |

Nagano 1998 · 
Salt Lake City 2002 · 
Turijn 2006 · 
Vancouver 2010 · 
Sotsji 2014 · 
Pyeongchang 2018 · 
Peking 2022 
Lijst van olympische medaillewinnaars